# Бурков Георгій Іванович
Гео́ргій Іва́нович Бурко́в (рос. Гео́ргий Ива́нович Бурко́в; 31 травня 1933, Перм, РРФСР, СРСР — 19 липня 1990, Москва, РРФСР, СРСР) — радянський актор театру і кіно, кінорежисер, сценарист. Заслужений артист РРФСР (1980).

## Життєпис
Навчався на юридичному факультеті Пермського державного університету (1952—1956 рр.), у вечірній студії при Пермському драматичному театрі (1955—1958 рр.).
Працював у театрах Пермі, Кемерова, м. Березники та інших міст. 
З 1965 — актор драматичного Московського драматичного театру ім. К. С. Станіславського в 1970—1971 — актор театру «Современник», з 1980 — МХАТ ім. М. Горького, в 1984—1987 — актор театру ім. О. С. Пушкіна. 
У кінематографі — з 1966 року. Популярний актор радянського екрану, зіграв багато яскравих комедійних, характерних та драматичних ролей. Грав у картинах іменитих кінорежисерів — Едьдара Рязанова, Миколи Губенка, Василя Шукшина, Сергія Бондарчука, Карена Шахназарова, Віктора Трегубовича. Знявся у кінострічці Одеської кіностудії — «Розповіді про Кешку і його друзів» (1974).
Працював на озвучуванні мультфільмів (рос. «Трям! Здравствуйте!» (1980, ведмежа), «Кіт Котофійович» (1981, Кіт), «Зимова казка» (1981, ведмежа), «Кошеня Філя і...» (1981), «Жив-був пес» (1982, Пес), «Осінні кораблі» (1982, ведмежа), «Чебурашка йде до школи» (1983, Продавець), «Пригоди поросяти Фунтика» (1986, Бегемот Шоколад), «Новосілля у Братця Кроліка» (1986, братець Лис), «Кішка, яка гуляла, як сама собі знала» (1988, чоловік, пес), «Довірливий дракон» (1988, двірник) та ін.).
З 1988 — художній керівник Центру культури ім. В. М. Шукшина.
Похований у Москві на Ваганьковському цвинтарі.

## Фільмографія

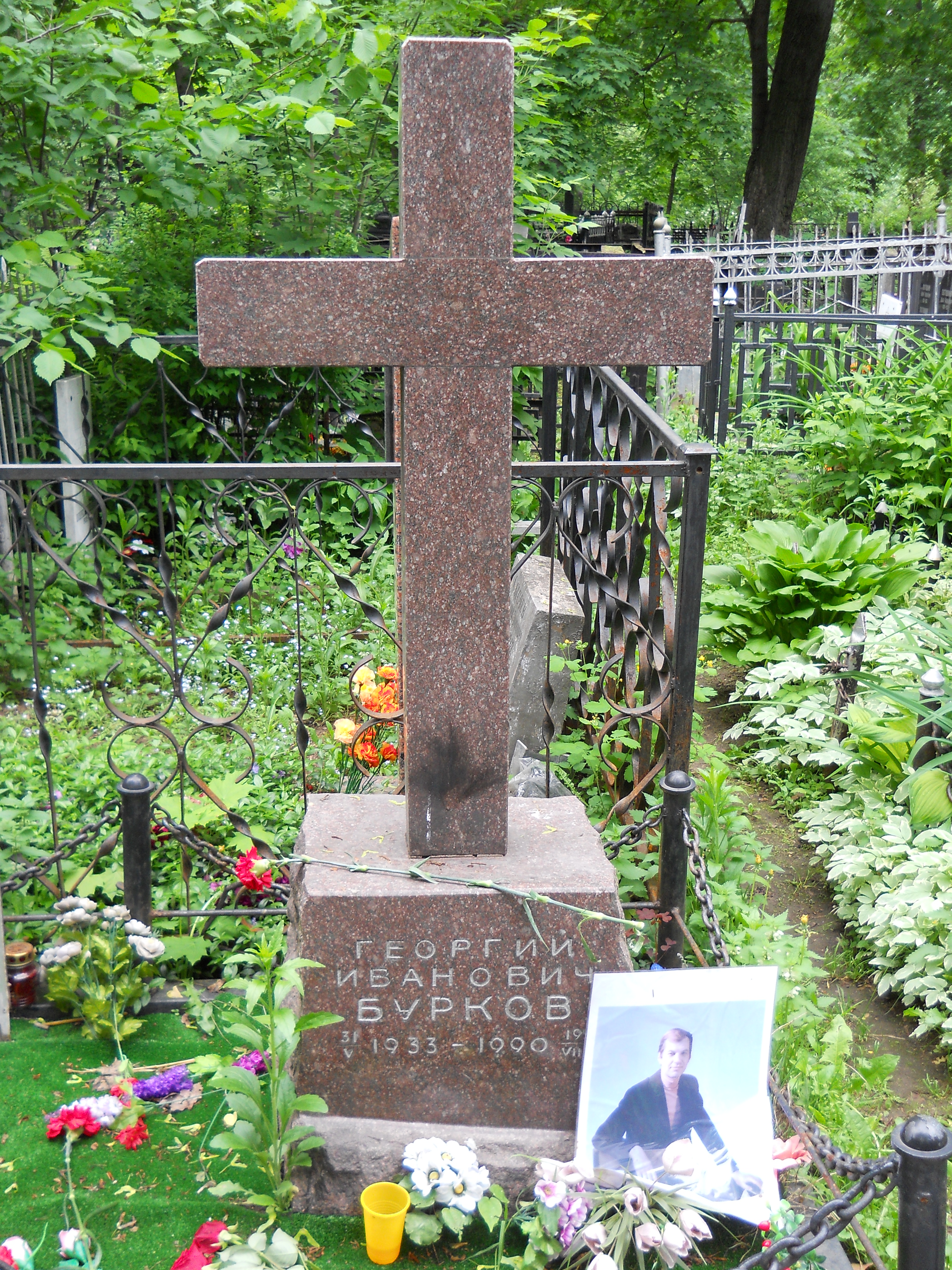

- 1966 — «Хмир» — Хмир
- 1967 — «Початок невідомого століття» — студент
- 1967 — «Зося» — Семенов
- 1968 — «Каратель» — Нікос
- 1968 — «Зигзаг удачі» — Петя
- 1969 — «Наші знайомі» — контрабандист
- 1969 — «Сімейне щастя» — Іван Васильович Ломов
- 1970 — «Визволення» — сержант
- 1971 — «Випадок з Полиніним» — Грицько
- 1971 — «Петрушине прізвище»
- 1971 — «Їхали в трамваї Ільф і Петров»
- 1971 — «Телеграма»
- 1971 — «Старики-розбійники» — Федір Федорович Федяєв
- 1972 — «Пічки-лавочки» — Віктор Олександрович (злодій)
- 1972 — «Літні сни» — Галушко
- 1973 — «Людина на своєму місці» — Дядя Гоша
- 1973 — «Єгор Буличов та інші» — Олексій Достігаєв
- 1973 — «Цемент» — Митька
- 1973 — «Міста і роки» — сторож
- 1974 — «Калина червона» — Губошльоп
- 1974 — «Найжаркіший місяць» — епізодична роль
- 1974 — «День прийому з особистих питань» — робітник-монтажник
- 1974 — «З веселощами й відвагою» — Горшенин
- 1974 — «Птахи над містом» — бульдозерист
- 1974 — «Розповіді про Кешку і його друзів» — дільничний Микола Євдокимович
- 1975 — «Вони воювали за Батьківщину» — Олександр Копитовскій
- 1975 — «Ширше крок, маестро!»
- 1976 — «Іронія долі» — Миша, друг Жені
- 1976 — «Підранки» — Сергій Погарцев, старший брат
- 1976 — «Селянський син» — Андрій Петраков, комісар
- 1977 — «Смішні люди!» — Людина під парасолькою (немає в титрах)
- 1977 — «Так починалася легенда» — Олексій Іванович Гагарін, батько Юрія
- 1977 — «Кадкіна всякий знає» — Кузьма Андрійович Кадкін
- 1977 — «Ходіння по муках» — Сапожков
- 1977 — «Службовий роман» — завгосп
- 1977 — «Ніс» — квартальний наглядач
- 1977 — «Біда» — Микола Маслаков
- 1977 — «Сумка інкасатора» — Олександр Олександрович Санін
- 1978 — «Степ» — Вася
- 1978 — «Отець Сергій» — купець
- 1978 — «Людина, якій щастило» — Володимир Олексійович Ішутін, геолог
- 1979 — «Дачне життя» (телеспектакль)
- 1979 — «Сусіди» — Микита Тиркіч
- 1979 — «Добряки» — Гордій Кабачків
- 1979 — «Молодість № 1» — Колька
- 1979 — «Чоловіки і жінки» — молодий холостяк-архітектор
- 1979 — «Гараж» — Віталій Кузьмич Фетисов
- 1980 — «Зліт» — Рокотов
- 1980 — «Амністія» — слюсар — п'яниця і дебошир Соловейчик
- 1980 — «Пані Марія» — Іван Онисимович Півень
- 1980 — «Ключ» — капітан Єрохін
- 1980 — «Старий Новий рік» — тесть
- 1980 — «Химерний» — Матвій Петрович
- 1981 — «З життя відпочивальників» — Аркадій Павлович
- 1981 — «Сергій Іванович іде на пенсію» — Віктор, син Сергія Івановича
- 1981 — «Про бідного гусара замовте слово» — Артюхов, слуга Мерзляева
- 1981 — «Відставної кози барабанщик» — Гаврюша Чупрун
- 1981 — «Фортуна»
- 1982 — «Гарно жити не заборониш» — дядько Бодрова
- 1982 — «Покровські ворота» — похмурий чоловік на сходах (немає в титрах)
- 1982 — «Побачення з молодістю» — Пронін
- 1982 — «Нас вінчали не в церкві» — мужик на возі
- 1982 — «Професія — слідчий» — слідчий Борис Іванович Антонов
- 1983 — «Термін давності» — Ноздрьов
- 1984 — «Громадяни всесвіту» — Лектор
- 1984 — «Жорстокий романс» — Робінзон
- 1984 — «Гостя з майбутнього» — головлікар Алік Борисович / Щур в його образі
- 1984 — «Волоколамське шосе» — генерал Панфілов
- 1984 — «Хтось повинен...» (фільм-спектакль) — Костянтин Селянин
- 1985 — «Вогні» — чиновник, один Популакі
- 1985 — «Зимовий вечір у Гаграх» — Федір (завідувач баром)
- 1985 — «Обережно — Василько!» — Директор школи В'ячеслав Тимофійович
- 1985 — «Салон краси» — Іван
- 1986 — «Борис Годунов» — Варлаам
- 1986 — «Ваша дочка Олександра» (телеспектакль) — Михайло Петрович
- 1987 — «Байка» — Жора Сорокароссійскій
- 1987 — «Вежа» — Саня
- 1987 — «Імпровізація на тему біографії» — батько Платонова
- 1987 — «Перекид через голову» — Микола Митрофанович
- 1987 — «Прощавай, шпана замоскворецька…» — батько Богдана
- 1988 — «Двоє і одна» — Всеволод Іванович Фролов
- 1988 — «Дороге задоволення» — постачальник
- 1988 — «Ёлки-палки!» — Дільничний
- 1990 — «Вбивство свідка» — Євген Євгенович Крайник